# Лук Регеля
Лук Регеля (лат. Allium regelii) — многолетнее травянистое растение, вид рода Лук (Allium) семейства Луковые (Alliaceae).

## Распространение и экология
В природе ареал вида охватывает Афганистан, северо-западные районы Ирана и горные районы Туркменистана.
Произрастает в песчаных пустынях и на щебнистых склонах нижнего пояса гор.

## Ботаническое описание
Многолетнее растение с почти шаровидной луковицей диаметром 1—2 см, покрытой черноватыми, бумагообразными или почти кожистыми оболочками и стеблем высотой 30—70 см.
Листья в числе двух—трёх, шириной 0,5—1,5 см, линейно-ланцетные, по краю шероховатые.
Чехол в два—три раза короче зонтика, коротко заострённый. Зонтики в числе 2—3, реже одиночные или в числе четырёх, расположены друг над другом, пучковатые, реже полушаровидные, немногоцветковые, рыхлые. Цветоножки в три раза длиннее околоцветника, без прицветников. Листочки узкоколокольчатого околоцветника розовые, после цветения увядающие, несколько скручивающиеся, узколинейно-ланцетные, наружные в полтора раза шире, островатые, длиной 9—13 мм. Нити тычинок в два раза короче листочков околоцветника, более чем на две трети между собой и с околоцветником сросшиеся, выше только между собой спаянные, треугольные, внутренние в полтора раза шире и почти в два раза длиннее наружных.
Коробочка широкояйцевидная, диаметром 7—8 мм.

## Таксономия
Вид Лук Регеля входит в род Лук (Allium) семейства Луковые (Alliaceae) порядка Спаржецветные (Asparagales).
|  |                                      |  |                                                             |                                                             |                   |  | ещё 24 семейства (согласно Системе APG II) | ещё 24 семейства (согласно Системе APG II) |                     |  |  |  | ещё более 870 видов |
|  |                                      |  |                                                             |                                                             |                   |  | ещё 24 семейства (согласно Системе APG II) | ещё 24 семейства (согласно Системе APG II) |                     |  |  |  | ещё более 870 видов |
|  |                                      |  |                                                             | порядок Спаржецветные                                       |                   |  |                                            |                                            | род Лук             |  |  |  |                     |
|  |                                      |  |                                                             | порядок Спаржецветные                                       |                   |  |                                            |                                            | род Лук             |  |  |  |                     |
|  | отдел Цветковые, или Покрытосеменные |  |                                                             |                                                             | семейство Луковые |  |                                            |                                            | вид Лук Регеля      |  |  |  |                     |
|  | отдел Цветковые, или Покрытосеменные |  |                                                             |                                                             | семейство Луковые |  |                                            |                                            |                     |  |  |  |                     |
|  |                                      |  | ещё 44 порядка цветковых растений (согласно Системе APG II) | ещё 44 порядка цветковых растений (согласно Системе APG II) |                   |  |                                            | ещё около 300 родов                        | ещё около 300 родов |  |  |  |                     |
|  |                                      |  |                                                             | ещё 44 порядка цветковых растений (согласно Системе APG II) |                   |  |                                            |                                            | ещё около 300 родов |  |  |  |                     |